# 草軽交通
草軽交通株式会社（くさかるこうつう）は、長野県北佐久郡軽井沢町に本社を置くバス事業者である。東急グループの傘下であったが、2009年（平成21年）9月30日を以って離脱した。現在は、草軽上田ホールディングスを通じて上田バスとグループ会社になっている。

## 概要
前身は草軽電気鉄道で、鉄道路線を全廃してから4年後の1966年に現社名に変更した（ただし、草軽電気鉄道廃止直前の1962年の鉄道線の切符には「草軽交通」の標記がある）。
2001年（平成13年）にタクシー部門を売却し、貸切バス部門を草軽観光バスとして分社化した。そのため一般乗合の路線バスの運行が中心となっていた。
2009年（平成21年）9月30日をもって東急グループから離脱した。これにより乗合・貸切とも扱うバス事業者となる。夏季には軽井沢を起終点とした定期観光バスも運行している。
バス事業のほか、数件の売店、貸自転車店、自動車整備工場などを経営しているほか、軽井沢町内の別荘管理などの業務を行う。草津温泉にあった草津温泉ホテル東急（現：草津温泉ホテルリゾート）、伊香保温泉の伊香保東急ビラ（現：大江戸温泉物語 伊香保）は草軽交通が経営していたが、前者は2005年（平成17年）9月30日、後者は2007年（平成19年）3月31日をもって、それぞれ経営から撤退し、前者はマイステイズ・ホテル・マネジメントの、後者は大江戸温泉物語の経営となった。
2011年6月30日より上田バスの株式を保有している。なお現在では、上田バスとは草軽上田ホールディングスを通じてグループ会社となっている。

## 歴史
- 1928年（昭和3年） - 草津電気鉄道株式会社の自動車事業が認可される。
- 1939年（昭和14年） - 社名を草軽電気鉄道株式会社に変更。
- 1945年（昭和20年） - 東京急行電鉄の傘下となる。
- 1957年（昭和32年） - 群馬県（草津町、長野原町、六合村、嬬恋村）と長野県（軽井沢町）で貸切バス事業を開始。
- 1960年（昭和35年） - 草軽電気鉄道鉄道線新軽井沢 - 上州三原間廃止に伴いバス路線を編成する。
- 1962年（昭和37年） - 上州三原 - 草津温泉間の廃止により、鉄道線は全廃。乗用自動車・乗合自動車の事業者となる。
- 1966年（昭和41年） - 社名を草軽交通株式会社に変更。
- 1987年（昭和62年） - グループ会社として貸切バス専業の草軽観光バス（本社・長野県小諸市）を設立。
- 2001年（平成13年） - タクシー・ハイヤー部門を第一交通産業に売却、貸切バス部門を全面的に草軽観光バスに移管。
- 2005年（平成17年） - グループ会社の草軽リゾートサービスより営業譲渡を受ける形で旅行業を開始。
- 2009年（平成21年）
  - 9月30日をもって東京急行電鉄が保有株式を合同会社ジェイ・エル・ディーに売却し、東急グループから離脱。
  - 10月1日、従来の草軽交通の不動産事業を除く事業を草軽観光バスに統合させた上で新会社とする（新会社の商号は草軽交通株式会社）。
- 2011年（平成23年）3月8日 - 軽井沢町軽井沢東16-1（草軽交通本社整備工場敷地内）に新社屋が完成。業務を新社屋にて開始する。
- 2011年（平成23年）4月 - 東急軽井沢別荘地の事業を譲受。
- 2011年（平成23年）6月 - 主要株主が合同会社ジェイ・エル・ディーから地元株主5名に変わる。
- 2011年（平成23年）6月30日 - 会社分割により白糸ハイランドウェイの権利義務を株式会社白糸ハイランドウェイへ承継させる[6]。

## 路線

### 現有路線
- 急行草軽線：軽井沢駅前 - 草津温泉（草津温泉バスターミナル）
主要路線であり、全て急行便である。通年運行であるが利用者の季節波動が大きいため、夏期・冬期では運行本数が異なり、冬期は運行本数が少なくなる。沿線には観光スポットも多く、夏期は区間利用の観光客も多い。2001年（平成13年）10月から2004年（平成16年）11月まで、JRバス関東（長野原支店）が草軽線を共同運行していた（JR便は1日1往復、冬季は運休）。
  - 途中停車地：旧軽井沢・三笠（旧三笠ホテル前）・小瀬温泉・白糸の滝・峰の茶屋・浅間ハイランドパーク・浅間牧場・北軽井沢・応桑道（おうくわみち、＝羽根尾駅前）
- 草軽病院線：軽井沢駅前 - 草津温泉（西吾妻福祉病院経由）
急行草軽線の各駅停車便として、2008年（平成20年）4月12日より設けられた通年運転の路線である。軽井沢駅 - 草津温泉間の全ての停留所に停車する（北軽井沢 - 大桑道間は長野原線と同じルート）。また、沿線住民の通院の利便性を考慮して、長野原町にある「西吾妻福祉病院」を経由する（バス停新設）。「上州大津」はバス停の位置の都合で経由しない。冬季ダイヤでは、一部の便は北軽井沢 - 草津温泉間に運転区間が短縮される。
- 北軽井沢線：軽井沢駅前 - 北軽井沢
急行草軽線の区間便として、全便が各駅停車で運行される。冬季は急行草軽線同様、減便される。 
  - 経由地は急行草軽線の軽井沢駅 - 北軽井沢間と同じ。
- 長野原線：長野原草津口駅 - 北軽井沢
吾妻線の長野原草津口駅と北軽井沢を結ぶ通年運行の路線で、観光よりも地域住民に密着した路線である。全便が各駅停車。利用者の減少で平日は5往復、土休日・休校日は1往復のみ（朝上り1便、夕方下り1便）。ただし、地元長野原高校の長期休暇（春・夏・冬休み期間）の時期や5月の大型連休には、期日限定で3往復が毎日運転となる。長野原草津口駅 - 上州大津間は、JRバス関東の志賀草津高原線と停留所は共通である。
  - 主な経由地：上州大津（急行草軽線はバス停の位置の都合で経由しない）・応桑道（羽根尾駅前）・応桑
- 白根火山線・草津温泉 - 殺生河原 - (白根火山 - 湯田中)
4月下旬から11月初頭までの期間に運行される観光路線。以前は白根火山を越えて、長野電鉄バス（現：長電バス）・国鉄バス（現：JRバス関東）と共同運行で長野電鉄の湯田中駅まで運行されていた。平成26年6月3日18時に、白根火山の噴火警戒レベルが2になったため草津温泉 - 殺生河原間を西武高原バス、JRバス関東、草軽交通の3社で共同運行している。JRバスは急行便の扱い、西武高原バスと草軽交通は各駅停車便扱いとしている。
  - 主な経由地：草津国際スキー場・御成山スキー場・殺生河原
- 軽井沢町内循環バス北廻り線
2012年4月1日より運行開始。軽井沢町の循環バスで通年運行。途中のバス停で南廻り線、西廻り線との接続もある。運賃は200円。
  - 主な経由地　信濃追分駅 - 大日向 - 千ヶ滝別荘管理事務所前 - 軽井沢病院 - 中軽井沢 - 鳥居原団地 - 信濃追分駅（内廻りと外回りで別ルート経由区間あり）

### 廃止された路線
- 浅間牧場 - 鬼押出し（浅間火山博物館）
浅間牧場から分岐して浅間火山博物館までを長野原町道を介して結んでいた。本線（軽井沢駅 - 草津温泉）の枝線部分であったが、2001年（平成13年）に西武系列の経営する有料道路「浅間白根火山ルート」と町道の立体交差が解消され、連絡道が整備されたことで、西武高原バス・JRバス関東（JRバスは季節運行だった。現在は廃止）の便も経由するようになり、草軽交通の便は経由しなくなってしまった。
  - 主な経由地：三井入口（三井不動産が手がけた北軽井沢地区の一大別荘地区）
- 万座・鹿沢口駅 - 草津温泉
群馬県道59号線を経由して草津温泉を結ぶ路線で、草軽電気鉄道のルートをたどるように運行していた。西武高原バスが現在でも同じルートで路線を展開している。西武高原バスが季節ごとのダイヤを組んでいるのに対し、草軽交通は年間を通じて同じダイヤで運行し、地域住民の大切な足となっていた。2001年（平成13年）に運行休止され、実質廃止となってしまった。
  - 主な経由地：上州三原・湯窪・谷所
- 長野原駅（現、長野原草津口駅） - 花敷温泉
草軽交通は1953年（昭和28年）、当時の国鉄バスよりも2年早くこの路線を開業させた。しばらくは国鉄バスとの共同運行であったが、国鉄バスの運行本数が次第に増え、路線を拡張していったのに伴い、草軽交通は運行本数の削減を経て1984年（昭和59年）に廃止された。JRバスも2009年（平成21年）3月31日をもって花敷線を廃止した。
  - 主な経由地：太子・小雨
- 北軽井沢 - 栗平
北軽井沢から群馬県道54号線を経由して栗平までを結ぶ路線で、地域住民の大切な足となっていた。
  - 主な経由地：村田学園グラウンド前・西栗平
- 北軽井沢 - 照月湖
1980年代前半までの夏季のみ不定期で1日2往復程度北軽井沢から直行運行。
- 草津温泉 - 草津栗生楽泉園
マイクロバスで運行。

## 営業所
現在は軽井沢本社営業所のみ。以前は草津営業所、北軽井沢営業所（2005年3月閉所）があった。

## 車輌

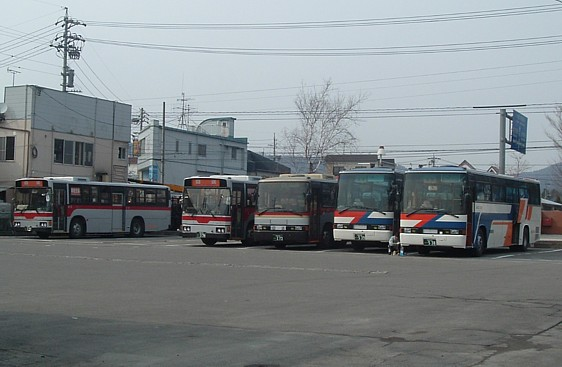
草軽交通本社車庫で待機する乗合用車輌

※車両の陣容は2020年1月25日現在。
- 一般乗合用13両。
路線用車両は、観光貸切車の格下げ車など、トップドア車両のみであったが、2003年からは親会社であった東急バスなどから中古車輌を購入し、現在では名古屋市営バスや神奈川中央交通からの中古車輌も加わり、観光タイプのトップドア車が10両、路線バスタイプの2扉車が3両となっている。
- 一般貸切用車輌14両（大型車8両、中型車3両、小型車（マイクロバス）2両）
車輌メーカーは日野、三菱ふそう、トヨタの国内3メーカーの車両が配置されている。
昔は日産ディーゼル工業やいすゞの車両も配置されていた。特にいすゞ車は1台のみの配置であった。
※日産ディーゼル工業は現在のUDトラックスだが、当社にはUDトラックス社になってから製造された車両は在籍していない。
- 社番の振り方
4ケタで標記される。一般乗合用車両が2000番台、大型貸切車は5000番台、中型・小型の貸切車は8000番台又は800番台を付与される。いずれも車両の導入順に付番され、メーカーによる区別は無い。下2ケタの42、49は欠番、また、下1ケタの4と9は一部の例外を除き原則として欠番となっている。1987年以前は、日野車が1100番台、日産ディーゼル車が1200番台、三菱ふそう車が1300番台をそれぞれ付与され、車両の導入順に付番されていた（この当時から下2ケタの42、49は欠番とされていた）。
- カラーリングは東急バスに準ずる。
- 当社の車両は、数年間広告枠が設けられていなかったが、2008年7月中旬から2009年末までは、一部の車両にマグネット式で脱着可能な広告が復活した。広告主はサンドイッチのチェーン店「サブウェイ」であった。現在、サブウェイ旧軽井沢店の閉店に伴い、再び広告が無くなっている。

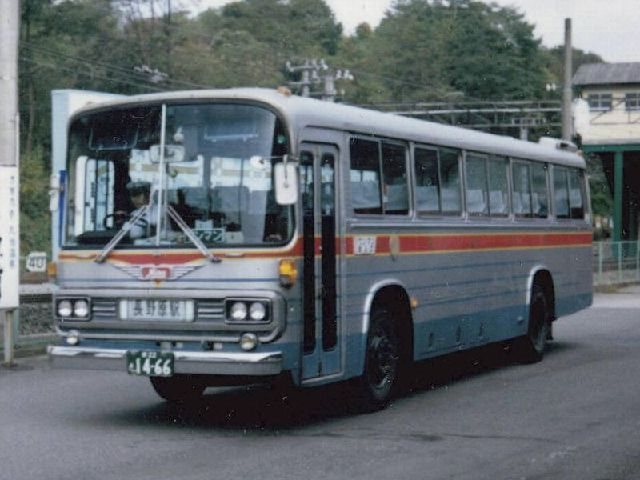
日野・K-RC701P（2012年まで運行された後廃車となり、銀河鉄道に譲渡された。）
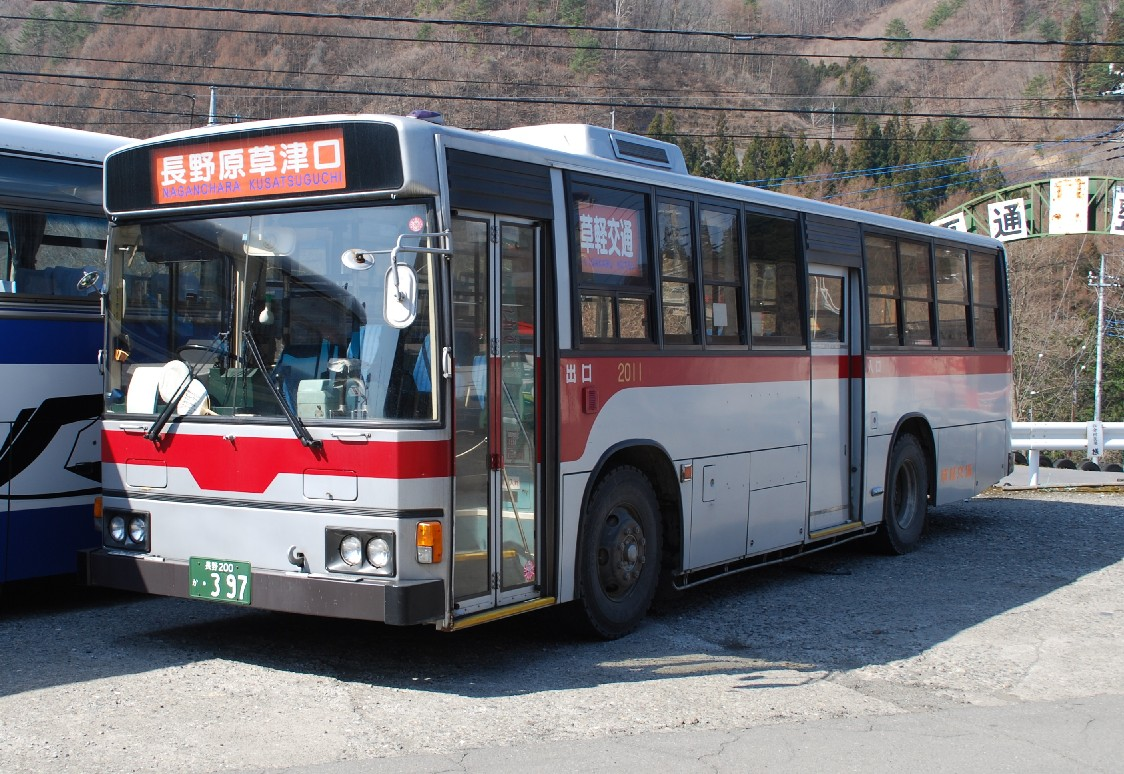
東急バスから移籍した乗合バス車両
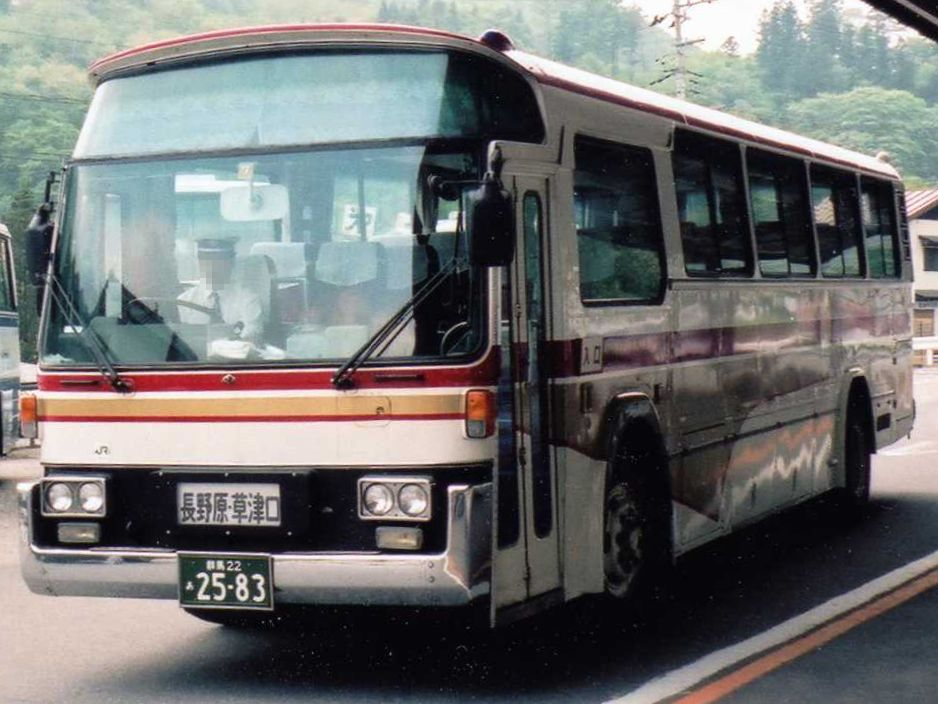
かつて運用されていた貸切格下げ車
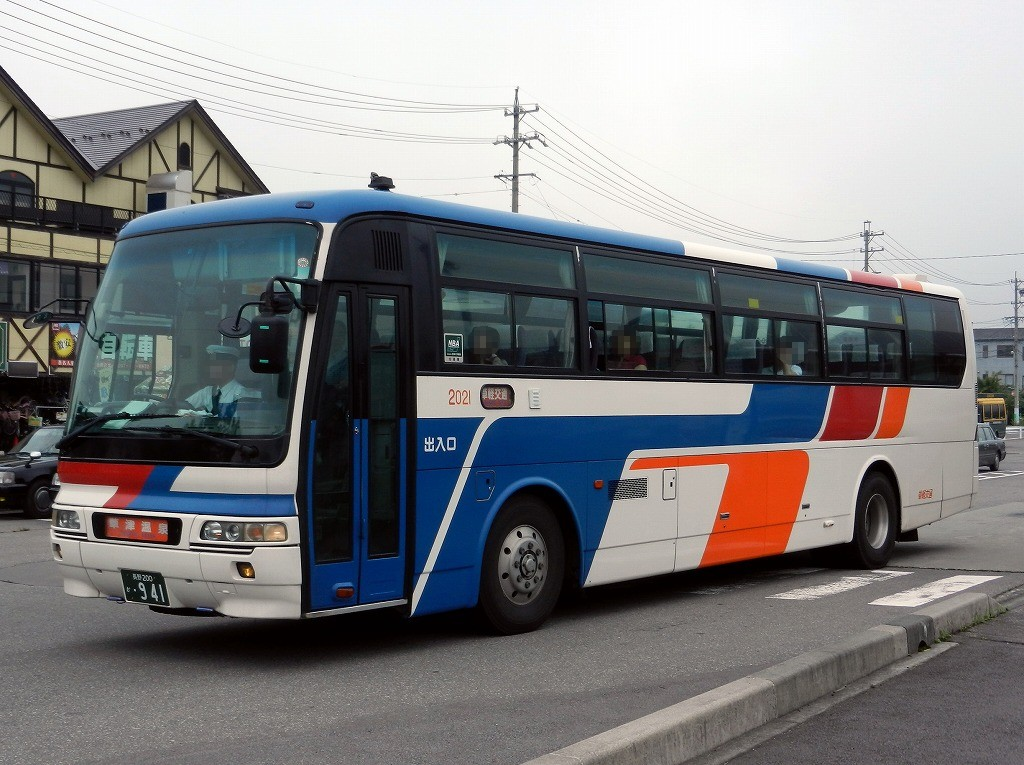
JRバス関東から移籍した乗合バス車両
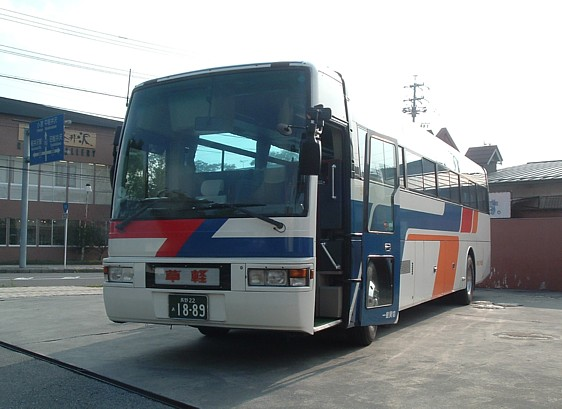
貸切車。定期観光バスなどに使用される。日産ディーゼルU-RA520RBN
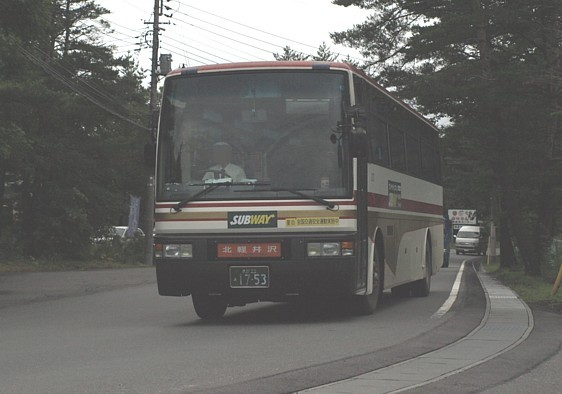
広告復活時の草軽交通の車両。前面、側面、後側に付けていた